# フォンサムット・アンラワン
フォンサムット・アンラワン（ラーオ語: ຟອງສະໝຸດ ອັນລາວັນ、英語: Phongsamouth Anlavan、1970年9月25日 - ）は、ラオスの経済官僚、外交官。2021年より駐日大使を務めている。ラオス王国（当時）北東部フアパン県出身。夫も同国のキャリア外交官で、駐マレーシア大使や駐パプアニューギニア大使、本省における様々な要職を歴任した現駐米大使のカムパン・アンラワン（ラーオ語: ຄຳພັນ ອັນລາວັນ、英語: Khamphan Anlavan）。

## 経歴
フォンサムットは1992年にハンガリーの外国貿易大学（現・ブダペスト商科大学）で貿易における経営学学士を取得した後、1993年に商業観光省（現・工業商業省）へ入省。
ラオスの東南アジア諸国連合（ASEAN）加盟から2年後の1999年、外務省に新設されたばかりの経済局へ移籍する形で彼女は商業観光省から外務省に転省。
2004年から2007年にかけて、アジア協力対話（ACD）、東アジア・ラテンアメリカ協力フォーラム（FEALAC）およびアジア欧州会合（ASEM）との多国間対話の窓口を担当。
2008年には、日本の政策研究大学院大学（GRIPS）に留学して公共政策修士を取得。
留学を終えて帰国すると、彼女は再び外務省経済局に戻って国際通貨基金（IMF）、世界銀行、アジア開発銀行（ADB）との折衝を担当。また、2009年からは、古巣の工業商業省などと協力しながらラオスの世界貿易機関（WTO）加盟に向けた交渉などを担当。
2010年2月、外務省経済局副局長に昇進。フォンサムットが副局長在任中の2012年には、ラオスは悲願であったWTO加盟を果たしている。
2013年2月、在マレーシア大使館参事官を拝命。
2017年から2019年にかけて、外務省アジア太平洋アフリカ局長。
2021年、フォンサムットは次期駐日大使を拝命。同年7月14日、皇居で信任状を捧呈して駐日大使に就任した。